# Personaggi di Anubis

## Introdotti nella prima stagione

### Alunni della casa di Anubis
- Nina Martin, interpretata da Nathalia Ramos. È una ragazza americana che viveva con sua nonna (poiché è rimasta orfana di entrambi i genitori), prima di vincere una borsa di studio che l'ha portata in casa Anubis. Nina è il leader dei Sibuna fino alla terza stagione. È una ragazza sicura, equilibrata, intelligente e coraggiosa, ma a volte anche un po' timida, soprattutto quando si trova da sola con Fabian. Nello stesso giorno in cui Nina arriva a scuola, Joy scompare misteriosamente a causa della Società, un gruppo di insegnanti e altre cariche pubbliche che hanno come obiettivo l'immortalità. A causa della scomparsa di Joy, viene accusata di essere la colpevole della sua sparizione, e per questo nessuno le dà il benvenuto nella casa. In particolare Patricia la tratta molto male, le propone delle sfide non cedendole mai nessuna tregua, soprattutto perché sono compagne di stanza. L'unico a darle il benvenuto è Fabian con il quale si trova sempre a suo agio e inizierà provare forti sentimenti per lui. Insieme iniziano a cercare i pezzi del puzzle, che poi scopriranno essere i componenti della Coppa di Ankh. Nel finale di stagione comprende di essere la Prescelta e ricompone la Coppa. Inoltre viene eletta da Amber, divenuta poi sua compagna di stanza e migliore amica, reginetta del ballo insieme a Fabian e lì si scambiano il loro primo bacio. Nella seconda stagione si riunisce con il gruppo e inizia una relazione con Fabian, ostacolata non poco dalla gelosa e tornata Joy che approfittando di un ballo bacia Fabian che era convinto di aver baciato Nina visto che avevano lo stesso vestito e Joy le aveva preso anche la maschera. Per sbaglio libera dalla coppa uno spirito di una regnante egizia di nome Senkhara, che marchia lei e Fabian e li costringe a trovare la maschera di Anubis. Pena la loro vita. All'inizio sono restii a parlare al resto del gruppo della maschera, ma andando avanti con trabocchetti e trappola sempre più difficili sono obbligati a raccontare la storia gruppo. Nel finale di stagione si scopre che Eddie è l'Osiriano, e grazie a lui Nina sarà salvata da Senkhara. Quest'ultima, prende possesso del corpo di Nina, una volta indossata la maschera, per oltrepassare il portale per la Terra dei Giunchi. Dopo tante incomprensioni però Nina e Fabian tornano insieme. Nella terza stagione quest'ultimo viene lasciato da lei involontariamente poiché lei è obbligata a stare lontana da Casa Anubis e da Eddie, innanzitutto poiché lui è l'Osiriano e quindi per non portare sventura sulla casa non possono stare insieme, e inoltre sua nonna si ammala gravemente e lei decide di rimanere con lei. Dà però il suo ciondolo, ricevuto da Sarah Frobisher Smythe ad Eddie che oltre a lei è l'unico che può utilizzare il potere dell'occhio di Horus. Ha paura dei teschi.
- Fabian Rutter, interpretato da Brad Kavanagh. Fabian è un ragazzo inglese molto intelligente e ama suonare la chitarra. Diventa subito il migliore amico di Nina (nonostante sia innamorato di lei) ed è l'unico che la difende dalle angherie di Patricia. Fonda con Nina il club dei Sibuna del quale è il Vice-leader. Inizia ad indagare insieme a Nina sulla scomparsa di Joy e sarà fondamentale nel gruppo. Ha uno zio di nome Ade, che lo aiuterà nella risoluzione degli enigmi. Nella recita interpreta Victor Rodenmaar Sr. Nell'ultimo episodio si fidanza con Nina e diventa il re del ballo. Salva il gruppo da Rufus, che stava per diventare immortale, ma lui butta l'elisir per precauzione. Il suo compagno di stanza è Mick, ma quando questi cambierà scuola diventerà Eddie. Nella seconda stagione verrà lasciato da Nina, poiché la situazione diverrebbe strana, e anche a causa di Joy. Rimarranno comunque amici e tenteranno di arrivare fino in fondo al mistero della maschera di Anubis. Al ballo in maschera bacierà Joy pensando che sia Nina e per questo la metterà in pericolo. Risolverà i vari enigmi dei tunnel, anche se a causa sua Nina rimarrà rinchiusa.  Alla fine dell'anno scolastico torneranno insieme. Nella terza stagione scopre che Nina non tornerà mai più ad Anubis e all'inizio sarà restio a tornare nei Sibuna, ma quando un nuovo mistero bussa alla porta, Fabian risponde sempre. Egli è uno dei cinque peccatori. Nel finale di stagione sembra che tra lui e Mara ci sia una grande intesa, intenta a sfociare in qualcosa di più. Jasper è il suo padrino. Prova una sorta di fobia verso i vermi.
- Amber Millington, interpretata da Ana Mulvoy Ten. Amber è la ragazza più bella e fashion della scuola. Ama le scarpe, la moda, i vestiti, gli abiti per i balli ed è campionessa del gioco della campana. All'inizio è la compagna di stanza di Mara e fidanzata di Mick, fino a quando scopre che tra quest'ultimo e Mara c'è una certa attrazione e si sente tradita da entrambi e lascia Mick cambiando stanza, quindi diventa la compagna di stanza di Nina e la sua migliore amica. Entra a far parte dei Sibuna per terza e dà loro il nome e instituisce il rito di iniziazione per i Sibuna. Aiuta i Sibuna con commenti e pensieri che sembrerebbero stupidi, bensì sono molto intelligenti e a volte sembra che nemmeno lei se ne accorga. Partecipa alle elezioni studentesche per vendicarsi di Mara, e perderà a causa di Jerome e Alfie, anche se questi ultimi le diranno che i voti di Mara sono stati truccati, anche se poi Jerome confessa e si scopre che Mara ha vinto lealmente. Successivamente alla storia con Mick si innamora di Alfie, anche se non vuole ammetterlo e gli sottopone diverse e stupide prove. Alla fine della prima stagione mostra un certo interessamento per Alfie, ma non gli conferma il loro fidanzamento. Come organizzatrice del ballo proclama Nina e Fabian come re e reginetta del ballo. Nella seconda stagione sottopone Alfie ad alcune prove per poterlo far diventare il suo ragazzo. Alla fine Alfie si stancherà e sarà lei ad andare dietro a lui. All'inizio Fabian e Nina la tengono all'oscuro dei tunnel e dei misteri celati dietro la maschera di Anubis. Ma lei si accorge delle bugie e entra a far parte del gruppo, e così anche lei viene marchiata da Senkhara. Nella terza stagione torna nella casa dove viene a sapere che Nina non è tornata e per questo è triste, poiché ha perso la sua migliore amica, che le manca, e ora è in stanza da sola. Inoltre non è stata accettata alla scuola di moda, e per questo nelle prime puntate sarà sempre triste. Sarà proprio lei a convincere Fabian a riunire i Sibuna e proprio lei troverà il bracciale destinato a Victor. Purtroppo lascerà la scuola per andare alla scuola di moda, e a malincuore deve lasciare i suoi amici, i Sibuna e l'amato Alfie. Prova una grande fobia verso gli scarafaggi.
- Patricia Williamson, interpretata da Jade Ramsey. Patricia è una ragazza poco paziente, ma sotto quella maschera da cattiva ragazza nasconde un cuore d'oro. È la migliore amica di Joy e all'inizio di Fabian, poi lui diventa il migliore amico di Nina. È una ragazza che odia molte cose, tra le quali ballare e le cose stupide. All'inizio indagherà per ritrovare Joy e per questo se la prenderà con Nina, rendendole la vita impossibile. Per ritrovare Joy ingaggerà Renè Zeldman, che in realtà è Rufus Zeno, il quale le farà credere che è con loro e contro i professori. In realtà è lui l'antagonista e rapirà Patricia dopo lo spettacolo, poi verrà salvata dai primi tre Sibuna e una volta libera diventerà il quarto membro. Aiuterà i Sibuna a risolvere i misteri e riuscirà a comunicare con Joy, tramite un nuovo telefono preso di nascosto e la scrittura speculare. All'inizio divideva la stanza con Joy, poi dopo la sua scomparsa la sua compagna di stanza divenne Mara. Nella seconda stagione nella loro stanza si aggiunge anche Joy e nella terza Mara cambia stanza perché non vuole stare più nella tripla. Patricia viene a conoscenza dei segreti della maschera insieme ad Alfie, relativamente tardi rispetto ad Amber. Alla fine viene marchiata anche lei e così anche lei è costretta ad andare fino in fondo. Sarà la prima a fare conoscenza con un ragazzo bellissimo e sono uguali come carattere infatti sono fatti l'una con l'altra e lo troverà un po' irritante, però poi inizierà a provare qualcosa per lui e sarà l'unica a conoscere il lato dolce del ragazzo. Nella seconda stagione si viene a sapere che ha una sorella gemella Piper, il che creerà non poche incomprensioni. Tra lei ed Eddie c'è una grande intesa, ma quando torna nella terza stagione si scopre che ha lasciato Eddie durante l'estate in America. Tornerà a cacciarsi nei guai con i rinnovati Sibuna. Continuerà a provare qualcosa per Eddie, mentre prova completamente l'opposto per K.T. con la quale non ha un buon rapporto poiché ha sostituito NIna e sta sempre con Eddie, ma poi le due diventeranno molto amiche e anzi K.T. aiuterà Patricia nel capire se Eddie prova quello che prova lei. Penserà all'inizio anche che l'ex abbia avuto una relazione segreta con Nina a causa di alcune e-mail trovate da Fabian. Alla fine tornerà con Eddie. Diventa una dei cinque peccatori. La sua bisnonna faceva parte della spedizione dei Frobisher e quindi lei come discendente viene utilizzata nel rituale per risvegliare Robert durante l'eclissi, anche se non riesce a ricordare la sua filastrocca. Ha paura dei piedi delle altre persone.
- Mick Campbell, interpretato da Bobby Lockwood.  Mick è il figlio di un dottore, che vorrebbe che anche il figlio diventasse un dottore, ma a Mick non piace molto studiare, bensì preferisce fare sport, in particolare nel calcio. Il suo compagno di stanza è Fabian, con il quale non sembra avere molta confidenza, ma provano grande rispetto l'uno per l'altro. All'inizio della serie è il fidanzato di Amber, e sono la coppia più bella della scuola. Mick non va molto bene a scuola, così ha bisogno di ripetizioni e chiede aiuto a Mara. Durante lo studio tra loro si crea una grande complicità, e i due si innamoreranno. Durante l'anniversario del fidanzamento tra lui ed Amber, questa scopre che lui prova qualcosa per Mara, così lascia Mick. Successivamente Jerome ed Alfie gli chiedono se è interessato a Mara, e lui per non far capire che gli piace dice che è noiosa e questo fa sì che Mara cambi personalità e diventi dark. Mick inizia a studiare per una borsa di studio con la professoressa Robinson, della quale Mara è molto gelosa per il tempo che passano insieme, così lei scatta loro delle foto, le modifica e fa in modo che sembrino compromettenti, inviandole al Preside Sweet. Mick e Mara vengono scelti come la coppia dei Frobisher nello spettacolo, e la sera stessa si scopre che il preside ha ricevuto le foto, e quindi lui sarà sospeso e la Robinson licenziata. Mara riesce ad evitare tutto ciò confessando di essere lei la responsabile. Mick parte per prendere la borsa di studio, ma non ci riuscirà, ma lo stesso non vuole dirlo a Mara poiché non sarebbe fiera di lui. Jerome lo minaccia di dirglielo, ma alla fine Mara lo viene a sapere ugualmente. Mick sostiene Mara durante le elezioni studentesche, anche se imbroglia inserendo schede in più per Mara.  Tra lui e Mara le cose andranno sempre meglio e andranno al ballo insieme rimanendo ignari di tutto ciò che accade a casa Anubis. Nella seconda stagione riesce a prendere la borsa di studio per l'Australia, ma all'inizio non vuole partire per non lasciare Mara. Questa inizierà a trattarlo male in modo che lui lo lasci, ma alla fine faranno pace, ma lui partirà lo stesso promettendo a Mara che non la dimenticherà. In Australia incontrerà la professoressa Zoe Valentine e gli parlerà di casa Anubis, così a breve lei andrà a lavorare nella loro scuola. Quando torna però scopre che è Mara ad aver dimenticato lui e che adesso lei sta con Jerome, così torna in Australia.
- Mara Jaffray, interpretata da Tasie Lawrence. Mara è una ragazza molto intelligente fanatica della matematica ma non secchiona come si potrebbe pensare. È sempre pronta a studiare e a dare una mano, come farà con Mick, il suo primo amore alla casa. All'inizio divide la camera con Amber, ma poi a causa del fatto che Mara si è innamorata di Mick, Amber cambia stanza e Mara si ritrova in camera con Patricia che è una delle ragazze a cui Mara è più affezionata. Nella seconda stagione dividerà la stanza anche con Joy, mentre nella terza non volendo più stare in una stanza tripla, cambia camera. Per un periodo sarà una Mara dark poiché gelosa del rapporto tra Mick e la professoressa Robinson e fa rischiare a Mick l'espulsione e alla professoressa il licenziamento. Mara per tutte le tre stagioni rimane all'oscuro dei misteri di casa Anubis e quasi mai sospetta di ciò che accade. È comunque un'amica leale e in buoni rapporti con tutte le ragazze eccetto con Nina con la quale non la si vede parlare quasi mai. Nella seconda stagione è fidanzata con Mick, ma dovrà lasciarlo andare in Australia per fargli vivere il suo sogno. Inizia ad avvicinarsi sempre più a Jerome con il quale instaurerà un rapporto di amicizia che sfocerà nell'amore. I due si fidanzeranno nel finale di stagione. Una delle volte in cui Mara verrà a conoscenza di qualcosa riguardante la casa quando grazie ad una telecamera lei e Eddie noteranno Senkhara. Inoltre aiuterà Jerome a trovare la gemma di Anubis, scomparsa dallo scudo della scuola e aiuta Poppie a tirare fuori loro padre dalla prigione. Nel finale di stagione i due di fidanzano e quindi lei non partirà per l'Australia con Mick. Nella terza stagione sarà tradita da Jerome con Willow e insieme a Joy gliela farà pagare, formando la sorellanza. Il loro simbolo sono tre cuori sulla mano sinistra, e le componenti sono prima Patricia, Mara e Joy, poi anche K.T. Alla fine Joy si innamorerà di Jerome e per questo le due litigheranno, ma poi faranno pace e anche se ama ancora Jerome lascerà che lui e Joy stiano insieme. Nel finale di stagione sembra che tra lei e Fabian ci sia una grande intesa, intenta a sfociare in qualcosa di più. Nel film la pietra di Ra, Mara viene a conoscenza dei Sibuna ed entra a farne parte come settimo membro e sarà lei a trovare un vecchio articolo di giornale scoprendo così che alcuni geroglifici presenti su un vaso canopico sarebbero degli indizi per risolvere il mistero e sarà proprio lei a scoprire che casa Anubis è stata costruita sopra le altre parti della piramide, inoltre viene eletta studentessa migliore della scuola il giorno del diploma.
- Alfie Lewis, il cui vero nome è Alfred, è interpretato da Alex Sawyer. È un residente di casa Anubis. Il suo compagno di stanza e migliore amico è Jerome, anche se nella prima stagione i due avranno parecchi contrasti a causa del rapporto tra Jerome e Rufus. Si mette sempre nei guai poiché lui o Jerome combinano guai, ma è sempre lui a pagare, pulendo il bagno con lo spazzolino. Si mette sempre delle maschere per spaventare, e egli stesso ha una forte paura per gli zombie e per gli spazi stretti. All'inizio non occupa un posto rilevante, fin quando non si nasconde in cantina e rimane scioccato dalla cerimonia della società di Victor. Il giorno seguente riesce ad uscire, ma non smette di pensare a ciò che è successo in cantina. I ragazzi cercano di farlo stare meglio e per sbaglio gli fanno bere l'elisir. Alfie andrà in ospedale, e dimenticherà ciò che è successo, ma dopo aver trovato un pezzo del puzzle inizia a credere che sia un manufatto alieno e per una serie di coincidenze crederà che la Andrews sia un alieno Fabian e Patricia saranno costretti a raccontargli tutto e sarà integrato nel gruppo come quinto membro. Per colpa di Jerome perderà il pezzo del puzzle da custodire, ma il resto dei Sibuna lo perdonerà e riprenderanno il pezzo. Durante tutta la stagione cercherà di far lasciare Mick e Amber, per poter essere lui stesso il fidanzato di Amber. Con lo pseudonimo di Re Tut inviterà Amber al ballo e le troverà un vestito. Alla fine sembra che siano fidanzati, ma al loro ritorno a scuola Amber lo smentisce e gli sottopone varie prove. Verrà a conoscenza dei segreti dei tunnel un po' più tardi e aiuterà ancora i Sibuna. Anche lui sarà marchiato da Senkhara. Alla fine si stancherà di Amber e quindi sarà lei a cercare lui. Nella terza stagione torneranno insieme anche se Amber a malincuore dovrà partire per la scuola di moda, così si lasceranno. Inizierà una relazione con Willow che manterrà fino alla fine della stagione. Diventa uno dei cinque peccatori. Il suo bisnonno faceva parte della spedizione dei Frobisher e quindi lui come discendente viene utilizzata nel rituale per risvegliare Robert durante l'eclissi,è claustrofobico.
- Jerome Clarke, interpretato da Eugene Simon. Jerome è un ragazzo furbo e intelligente, con il suo migliore amico e compagno di stanza fa sempre scherzi a volte anche molto maliziosi e cerca sempre di riuscire a farsi qualche soldo da sopra. Nonostante la sua maliziosità è un ragazzo di buon cuore, che ha problemi di abbandono poiché il padre ha abbandonato lui e sua sorella e lui è in collegio dall'età di cinque anni. Prova forti sentimenti per Mara e per questo sarà presto frustrato, soprattutto quando Mara si mette con Mick. All'inizio sta sempre con Alfie e fa sempre scherzi ai quali seguono sempre tremende punizioni. Quando Alfie entra a far parte dei Sibuna cerca di capire cosa succede e riesce a contattare Rufus, diventando il suo informatore. Jerome scopre molto sui Sibuna e va a raccontare tutto a Rufus, che gli dà un ultimatum, così Jerome è costretto a rubare un pezzo dell'Ankh e a darlo a Rufus. Alfie scoprirà la verità e insieme ai Sibuna, Jerome riuscirà riprendere il pezzo, diventando un membro temporaneo dei Sibuna, assistendo anche alla cerimonia della ricomposizione della Coppa di Ankh. Nella seconda stagione anche sua sorella Poppy inizierà a frequentare la loro scuola e lui la eviterà poiché se no lei divulgherebbe cose sl suo passato. La ragione principale di Poppie è quella di ritrovare il padre scomparso John, che si scopre essere in prigione. Sotto spinta di Mara, Jerome parlerà a Poppie del padre e inizierà a passare più tempo con Mara per questo motivo. Il padre ha bisogno che Jerome recuperi la gemma dello scudetto Frobisher in modo che la sua sfortuna finisca. Dopo questi avvenimenti Jerome verrà visto sotto una luce migliore e diverranno sempre più amici fino a quando Mara non capisce di essere innamorata di lui. Jerome essendo sveglio capisce che in Jasper c'è qualcosa che non va e viene a sapere del complotto di Rufus che lo rapisce e lo chiude nella scuderia. Nel finale di stagione Jerome verrà liberato, riavrà la Gemma Frobisher e si fidanzerà con Mara. Nella terza stagione non parteciperà a nessun piano dei Sibuna. All'inizio è fidanzato con Mara, ma quando questa verrà a scoprire che egli sta in contemporanea con Willow. Le due con Joy tenteranno in tutti i modi di vendicarsi facendolo innamorare di Joy. Anche se all'inizio è tutta una finta, Joy si innamorerà di lui e grazie a lei diventerà una persona migliore. Alla fine si fidanzeranno. Il bisnonno di Jerome faceva parte della spedizione dei Frobisher quindi lui come discendente viene utilizzata nel rituale per risvegliare Robert durante l'eclissi.
- Joy Mercer, interpretata da Klariza Clayton. È una residente di casa Anubis ed è nota per una personalità complessa. Essendo un personaggio complesso mostra solo una parte di sé, la parte più fredda e rigida, mentre all'interno è dolce e sensibile. Nella prima stagione frequenta la casa di Anubis e studia con Fabian e Patricia, i suoi migliori amici. Durante la seconda settimana di scuola Joy viene prelevata durante una lezione e viene portata via in una macchina scura. Nessuno conosce i motivi della scomparsa, ne dove sia andata, ne chi l'abbia presa, ne perché abbia lasciato la sua foto con Patricia, il suo pupazzo con cui dorme e il telefono. Il mistero si infittisce quando al posto suo arriva una nuova alunna che la sta sostituendo. Patricia riesce comunque a comunicare con Joy, facendo un patto con gli insegnanti. Joy le racconta che a causa del lavoro del padre hanno dovuto cambiare indirizzo e nome poiché altrimenti li avrebbero trovati. I ragazzi non sono ancora sicuri che ciò che dice sia vero, così Patricia le parla in segreto e le dice di procurarsi un nuovo telefono per poter parlare in segreto. Poco prima dello spettacolo arriva a Patricia un messaggio, che è scritto specularmente, quindi si vede solo allo specchio. In esso vi è scritto il numero di un posto, dove in effetti si trova Joy, che è riuscita a scappare. Viene comunque catturata, poiché anche il padre è un addetto della Società dei professori e non riesce a trovare Patricia. Alla fine i Sibuna vengono a conoscenza del fatto che Joy è la prescelta e quindi le comunicano il luogo in cui hanno nascosto i pezzi del puzzle, così che lei possa ricostruire la Coppa. Rufus tende una trappola ai Sibuna, gli insegnanti trovano Joy e la convincono ad eseguire il rituale. Durante il rituale capiscono che Joy non è la Prescelta poiché i pezzi non reagiscono a lei. Così la liberano e lei può ricongiungersi agli amici. Assiste alla formazione della Coppa e va al ballo con Patricia. Nella seconda stagione torna ad Anubis e condividerà la stanza con Mara e Patricia. Inizierà a fare la corte a Fabian, nonostante egli stia con Nina. Farà di tutto per stare con lui, tanto che si spargerà per Nina e lo bacierà al ballo in maschera. Dopo essersi fatta perdonare aiuta i Sibuna a risolvere l'ultimo enigma dei tunnel e quindi a trovare la maschera di Anubis. Durante lo scontro finale verrà colpita da Senkhara e morirà, ma Victor sacriferà la lacrima d'oro per farla risvegliare. Nella terza stagione tornerà ad Anubis e dichiarerà a Fabian il suo amore verso di lui, ma lui la risponderà in malo modo, spezzandole il cuore. Inizierà per vendetta una relazione con Jerome, fino a quando non si trasforma in qualcosa di più serio. Insieme a Willow e Mara formerà la sorellanza per vendicarsi di Jerome, ma si innamorerà di lui e questo causerà contrasti tra lei e Mara, anche se faranno pace e nel finale di stagione si fidanzerà con Jerome.  Il suo bisnonno faceva parte della spedizione dei Frobisher e quindi lei come discendente viene utilizzata nel rituale per risvegliare Robert durante l'eclissi. Inoltre il suo bisnonno aveva una sorella, che risulta essere la bisnonna di Willow, per questo motivo le due sono imparentate e per questo Joy non conosce la filastrocca, poiché è stata tramandata da un altro lato della discendenza. Il padre di Joy fa parte della setta di Victor. Joy sarà un componente "onorario dei Sibuna" nella prima e nella seconda. Nella terza inizierà con lo stare con i Sibuna, ma passare tempo con Fabian la faceva stare male quindi lascia il gruppo. Alla fine della terza stagione si fidanzerà con Jerome e lei e Fabian torneranno amici come prima.

### Personale della scuola e della casa di Anubis
- Victor Rodenmaar Jr., interpretato da Francis Magee, è il vecchio e burbero custode della Casa di Anubis e il leader della Società Segreta. È conosciuto anche come il Facilitatore, ruolo ereditato dal padre. In passato Victor viveva nella casa di Anubis, insieme al padre e ai Frobisher-Smythe. Il padre di Victor e Robert erano gli unici a conoscere la ricetta dell'elisir. Il suo compito era quello di carpire a Sarah dove si trovasse la Coppa di Ankh. In realtà lui e Sarah erano migliori amici, ma il padre, che gli ripeteva che era un fallito ed un buono a nulla, lo obbligava a trattare male Sarah. Quando morirono i Frobisher Smythe Victor rimase solo con suo padre e Sarah fin quando il padre non scompare misteriosamente. In realtà rimase bloccato nei tunnel per trovare le lacrime d'oro per l'elisir. Prima di scomparire non riuscì a tramandare la ricetta dell'elisir al figlio. Victor fondò la Scuola e rese la casa di Anubis un dormitorio per studenti insieme a Sarah e Rufus, con il quale creò la Società. Nonostante tutto Sarah non gli disse niente riguardo al Segreto, che ha custodito fino a quando non lo ha passato a Nina. Negli anni Victor ha sempre cercato di riprodurre l'elisir ma l'esito fu sempre negativo. Biologicamente Victor ha novant'anni, ma l'elisir gli ha permesso di prolungare la sua vita. L'influenza del padre lo ha fatto diventare un uomo crudele, capace di fare qualsiasi cosa per arrivare al suo scopo. Nella prima stagione è l'antagonista principale e tenta in ogni modo di mettere i bastoni tra le ruote ai Sibuna. Nella seconda invece li aiuta in modo che arrivino alla soluzione per prendere lui la Maschera. All'inizio il suo obiettivo è trovare il libro di Iside, poiché potrebbe esservi la ricetta dell'elisir. Tramite l'indovinello della bambola scopre che l'ingrediente mancante sono le lacrime d'oro e successivamente scopre che sono reperibili solo grazie alla Maschera di Anubi, per questo inizierà a cercarla con Vera, per la quale ha una grande cotta. Andando avanti aiuterà i ragazzi per far credere loro di essere in vantaggio. Quando troverà il libro di Iside scoprirà cosa succede quando una persona non pura indossa la Maschera di Anubi. Verrà minacciato varie volte da Senkhara e sarà la causa della caduta di Alfie. Nel finale di stagione aiuterà i ragazzi, poiché Rufus vuole andare nell'aldilà, ma solo Victor sa che essendo non puro non andrebbe nella terra dei giunchi. Nell'ultimo spezzone si vede Nina che dà l'anello del padre a Victor e egli vi trova una lacrima d'oro. Nella terza stagione in veste di facilitatore ha il compito di far risvegliare Robert. Egli però, come Eric, crede che la cerimonia non abbia funzionato. Quando Fabian gli fa sapere che la Denby ha rubato un libro di incantesimi, Victor si reca da lei e Robert lo fa diventare un peccatore.
- Eric Sweet, interpretato da Paul Antony Barber. È conosciuto anche come il Cercatore, ruolo ereditato dal padre. È anche il padre di Eddie. È il preside della scuola e l'insegnante di Chimica. Probabilmente prova qualcosa per la professoressa Andrews. È un membro della Società. È un professore severo, ma anche parecchio comprensivo. Nella prima stagione è alla ricerca dell'elisir e si trova sempre d'accordo con Victor, per il quale a volte Eric sembra sottomesso. Anche se la Società si è sciolta continua ad aiutare Victor nei suoi intenti anche se rimane all'oscuro di ciò che realmente accade nella Casa. Nella seconda stagione arriva il figlio di Eric, Eddie, mai due non hanno un grande rapporto anche perché Eric non ha voluto dare il suo cognome al figlio. Nel corso della serie però riallaccerà il rapporto con il figlio soprattutto quando si scopre che Eddie è suo figlio, poiché non volevano che si venisse a sapere. Successivamente si scopre che il vero motivo per il quale Eric ha dovuto tenere lontano Eddie poiché egli è l'Osiriano. Nella terza stagione si scopre che Eric è il cercatore e ha il compito di far risvegliare Robert. Egli però, come Victor, crede che la cerimonia non abbia funzionato, Quando si ingelosisce del fatto che Victor peccatore e la Denby stiano sempre insieme i due lo trasformano in un peccatore.
- Daphne Andrews, interpretata da Julia Deakin. È l'insegnante di francese della scuola dove studiano i residenti di casa Anubis. È un membro della Società. A differenza degli altri membri le stanno a cuore gli alunni e prende seriamente il suo lavoro di insegnante. È una donna molto intelligente e pensa sempre a ciò che è meglio per tutti. È l'unica che è preoccupata per Patricia quando viene rapita ed all'inizio è l'unica a sospettare di Vera. Nella prima stagione indice l'elezione studentesca e nella seconda crea Lo Sciacallo, il giornale degli studenti. Chiede a Mara di scrivere un articolo su Vera, investigando sul suo passato in modo da scoprire chi è veramente Vera Devenish. Quando Mara pubblica l'articolo su Vera il preside Sweet la espelle e così la Andrews intercede per lei e dà le dimissioni per far sì che Mara continui a scrivere. Prima di andarsene dà un bacio ad Eric e gli augura il meglio, ma non vuole rimanere in una scuola dove un semplice guardiano ha così tanto potere.
- Trudy Rehmann, interpretata da Mina Anwar. È la governante di casa Anubis. È ignara di tutto ciò che accade in casa Anubis. Trudy è una persona buona, e cerca sempre di aiutare gli studenti quando hanno problemi, o devono affrontare i problemi dell'adolescenza, anche se a volte è proprio lei a chiedere aiuto ai ragazzi in qualche faccenda. Sembra che abbia una cotta Victor Rodenmaar Jr. Molte volte rimane vittima dei guai dei ragazzi e per coprirli finisce nei guai. Nella prima stagione viene licenziata poiché ha coperto i ragazzi, che avevano rubato a Victor e lei viene accusata ingiustamente. Viene poi riassunta dopo aver chiarito i malintesi. Nella seconda stagione cambia lavoro, e diventa la segretaria del padrino di Fabian, così deve lasciare casa Anubis, e la nuova governante diventa Vera. In realtà Jasper e Vera sono complici e Trudy diventa la sua segretaria per permettere a Vera di indagare sulla maschera di Anubis. Trudy all'inizio è l'unica che diffida di Vera e indaga sulla sua vita, scoprendo che ha referenze false e quando si inscena una rapina alla mostra egizia, Trudy vi trova un filo del maglione di Vera. Per questo Trudy viene rapita e portata in un capannone lontano dalla civiltà. I ragazzi, eccetto Alfie, vanno a prenderla ma rimangono rinchiusi anch'essi. Alfie arriva con un trattore da giardiniere, ma per sbaglio investe Trudy che dimentica tutto ciò che aveva scoperto riguardo Vera, Jasper e la loro coalizione. Quando Vera viene licenziata Trudy ritorna in casa Anubis, ma nella terza stagione prende un ruolo completamente marginale.
- Jason Winkler, interpretato da Jack Donnelly. È l'insegnante di storia e di teatro della scuola. È un appassionato dell'Egitto e durante la serie diventa componente della Società.  È l'unico che crede a Patricia riguardo alla scomparsa di Joy e accumula varie prove per dimostrarne la scomparsa: prima trova il telefono di Joy, poi parla con Patricia, successivamente chiede spiegazioni alla Andrews e al preside Sweet che gli dice di andare da Victor che gli propone di entrare nella Società. Il motivo per cui Jason vuole bere dalla Coppa di Ankh è perché ha una malattia terminale al cuore. Invita al ballo la signorina Robinson, ma a causa dell'assemblamento della Coppa di Ankh non può andare al ballo. Non si conosce cosa sia successo dopo, probabilmente ha accettato il suo destino e la malattia ha avuto il sopravvento.
- Esther Robinson, interpretata da Catherine Bailey. È l'insegnante di ginnastica e atletica. Lei non è a conoscenza della società. Jerome è fortemente attratto da lei e fa di tutto per impressionarla. Quando Mara smette di aiutare Mick nell'allenamento, inizia a preparare un piano di studi per Mick per fargli vincere la borsa di studio sportiva. Mentre lo aiutava, Mara ha scattato loro varie foto e le ha modificate in modo che fossero compromettenti e per questo viene licenziata. Lei e Mr. Winkler iniziano ad uscire insieme e lui la invita al ballo, ma le da buca perché sta assistendo alla composizione della Coppa di Ankh. Successivamente non compare più.

### Altri personaggi
- Sarah Frobisher-Smythe, interpretata da Rita Davies. È una donna anziana e confusa che vive in una casa di riposo con il falso nome di Emily Grant, poiché Victor e Rufus potrebbero trovarla. È la figlia di Robert Frobisher Smythe. Da bambina fu una prescelta, fin quando non passa l'incarico. È la prima persona con cui Nina riesce a fare amicizia e tra loro si crea una certa complicità. Sarah abitava nella casa di Anubis, prima che diventasse un dormitorio per studenti. Essa spiega che ha questo nome poiché i genitori erano degli esploratori amanti del mondo egizio. Durante degli scavi i genitori sono morti (anche se poi si scopre che in realtà Robert è ancora vivo), a causa di una maledizione ricevuta dopo aver profanato una tomba. La bimba rimane da sola nella casa, con Victor Rodenmaar Sr. come tutore che le rovina la vita, tenendola chiusa in casa ed obbligandola a rivelarle dove si trovasse la coppa. Ella scriveva sui muri i giorni che trascorreva da sola e registrava sui cilindri tutto ciò che accadeva nella casa. Nei cilindri lascia alcuni indizi utili ai ragazzi per risolvere i misteri e per conoscere il passato. Il suo migliore amico era Victor Jr. con cui giocava tutti i giorni. Il padre però lo riteneva un inetto e quindi lui di conseguenza per essere accettato dal padre tratta male Sarah. Questa regala a Nina l'Occhio di Horus con il quale può accedere a diversi passaggi segreti nella casa. Aiuta spesso Nina, ma è molto enigmatica e spesso non conclude un pensiero o quando Nina chiede spiegazioni lei continua a ripetere e ribadire lo stesso concetto. Appare molte volte nei sogni di Nina, per darle nuovi indizi. Durante la gioventù insieme a Victor e Rufus aprì il dormitorio casa Anubis. Verso metà stagione Sarah muore lasciando i suoi affetti personali a Nina (uno scatolone ricco di indizi), per aiutarla nel compimento della sua missione. Nella seconda stagione continuerà ad aiutare Nina mandando segnali tramite la casa delle bambole di Amber.
- Ade Rutter, interpretato da Simon Chandler. È lo zio di Fabian. Egli gestisce un negozio di antiquariato locale e viene consultato da Fabian sui cilindri. Da lui Fabian riceve il libro "Unlocking the Eye", che diventa vitale nella ricerca dei pezzi del puzzle. Egli crede sempre che Nina e Fabian siano una coppia. Quando i ragazzi della casa inscenano la recita, egli invita Trudy ad andarla a vedere con lui.
- Rufus Zeno, conosciuto anche come René Zeldman, ed è interpretato da Roger Barclay. È un fondatore della Società e un ex membro. Egli abbandonò la Società poiché voleva la vita eterna solo per sé. Egli era l'Osiriano di Sarah, ma non adempì al suo dovere, poiché il potere gli diede alla testa. Zeno era l'unico a conoscere il vero significato dello scambio vita-forza dai giovani ai vecchi, probabilmente perché era l'Osiriano. Facendo parte della Società conosceva l'Identità della Prescelta e così, uscito dalla Società inizia a cercarla con lo pseudonimo di René Zeldman. All'inizio si finge un investigatore privato e si allea con Patricia per trovare Joy ed avere informazioni. Viene mandato in coma da Victor e trovato e rapito poi da Patricia dall'ospedale e sembra un buono fino a quando non rapisce egli stesso Patricia tenendola rinchiusa in un capannone fin quando i Sibuna non la salvano. Successivamente si allea con Jerome, dandogli soldi per informazioni. Jerome chiede aiuto ai Sibuna e insieme ingannano Rufus. Rufus li inganna a sua volta e li porta nell'aula di storia. Li minaccia con uno strano tipo di insetti chiamati Pappadaci. I ragazzi lo sconfiggono e vanno a ricomporre la Coppa, quando Rufus arriva, minaccia di morte Amber e beve l'elisir dalla Coppa, solo che non sa che in realtà l'elisir era finto. Nella seconda stagione pubblica un falso necrologio e si traveste da collezionista e architettando un piano per poter avere la maschera di Anubi. All'inizio fa in modo che Victor si aggiudichi la mostra, poi che Jasper diventi il curatore, gli ordina di assumere Trudi e fa insediare Vera nella casa di Anubis ricevendo informazioni sempre più frequenti. Jasper cerca in tutti i modi di uscire dalla loro coalizione e Rufus imprigiona prima Trudi, poi Jerome. All'inizio Vera pensa che Rufus voglia la ricchezza nella vita terrena ed avere le lacrime d'oro per poter essere ricca. Quando scopre che Rufus vuole camminare nel campo di giunchi e diventare un Dio abbandona il collezionista che rimane da solo. Nonostante tutto riesce lo stesso a prendere la Maschera di Anubi, ma essendo il suo cuore impuro invece di portarlo nel campo dei giunchi, lo porta nell'inferno insieme a Senkhara. Dopo questo Rufus non compare più.
- Sergente Roebuck, interpretato da Nicholas Bailey. È un membro della Società e lavora per la polizia. Appare per la prima volta quando Patricia si reca alla polizia per denunciare la scomparsa di Joy. Il sergente si mette d'accordo con Victor e le dice che ha chiamato la famiglia di Joy e che stanno bene. Si presume che grazie al suo lavoro abbia potuto mandare l'email a Patricia dicendo che Joy sta bene. Appare durante le cerimonie e nel finale di stagione quando devono assemblare la Coppa di Ankh. Successivamente non appare più.
- Infermiera Delia, interpretata da Sheri-An Davis. È un membro della Società e lavora in ospedale. Quando Victor stordisce Rufus mandandolo in coma lo porta dall'Infermiera Delia in modo che lo tenga in ostaggio e sotto controllo. Quando Alfie va in ospedale e Patricia va a trovarlo, vede Rufus e lo rapisce, sottraendolo all'Infermiera. Appare poi nel finale di stagione quando devono ricomporre la Coppa. Successivamente non appare più.
- Frederick Mercer, è il padre di Joy, interpretato da Michael Lumsden. È un membro della Società. Quando si sta per avvicinare l'ora prestabilita ritira Joy dalla scuola per poterla tenere al sicuro, e mantenere la storia della Prescelta un segreto. Inganna i Sibuna dicendo loro che deve tenere Joy lontana dal mondo a causa del suo lavoro al Governo e che Rufus è a caccia di segreti militari. Appare nel finale di stagione quando obbliga Joy a costruire la Coppa. Egli pensava che la Prescelta fosse Joy poiché era nata il 7 luglio, ma ignorò il fatto che la figlia era nata alle 7 di sera, quindi alle 19.
- Corbierre è il corvo impagliato di Victor, a cui parla come se fosse vivo e come se rispondesse. Viene trattato molto meglio di come vengono trattati gli studenti e Victor lo cura molto, pitturandogli spesso le penne facendo in modo che sia sempre come nuovo. In esso vi si trovava l'ultimo pezzo della Coppa di Ankh.

## Introdotti nella seconda stagione

### Nuovi alunni della casa e della scuola
- Edison Sweet, chiamato anche Eddie Miller, interpretato da Burkely Duffield. È un nuovo studente dall'America e si unisce al cast a partire dalla seconda stagione, sostituendo Mick, che è andato a studiare in Australia. Egli si presenta come Eddie Miller, per poter nascondere il suo segreto, ovvero che il preside Sweet è suo padre.  Patricia lo scopre e mantiene il segreto. I due iniziano a provare forti sentimenti reciproci, anche se lui all'inizio fa delle avanches a Nina. Eddie e Patricia si baciano e iniziano una relazione. Per sbaglio Patricia si siede sull'interfono e parlando con Eddie del suo segreto, tutta la scuola lo insulta chiamandolo "Piccolo Sweet" o "Sweet Junior". Verso la metà della stagione Eddie e Patricia litigano e quindi lui cerca di renderla gelosa, iniziando a stare di più con Mara. È carino e un combina-guai. Verso la fine della stagione, viene rivelato che Eddie è il nuovo Osiriano, il discendente del dio egiziano Osiride, ed è il protettore della prescelta. Eddie usa il suo potere per bandire Senkhara e salvare Nina. Nella terza stagione, dopo che Nina se n'è andata inizia ad avere visioni sul futuro. Durante l'estate Patricia e Eddie si lasciano, ma nessuno capisce il perché. All'inizio della stagione si scopre che l'Osiriano e la Prescelta non possono stare insieme e così lei gli dà il suo ciondolo. Diventa il leader dei Sibuna e nel film dà il benvenuto a due nuovi membri, Sophia e Mara. Quando scopre che Sophia è cattiva cerca di fermare Ra, ma nel tentativo perde i suoi poteri, nonostante ciò Patricia continua a chiamarlo eroe.
- Poppy Clarke, interpretato da Frances Encell. È la sorellina di Jerome. È una ragazza determinata e senza scrupoli e vuole assolutamente ritrovare il padre scomparso. Scopre senza volerlo che il padre è un criminale e che si trova in prigione. Lega molto con Mara, che è l'unica che la vuole aiutare a trovare il padre. Mara inoltre intercede tra lei e Jerome. Chiama spesso suo fratello Gerbillo. Quando riuscirà a far uscire il padre di prigione cambia scuola per stargli più vicino così non appare nella terza stagione.
- Piper Williamson, interpretata da Nikita Ramsey, che è la vera gemella di Jade Ramsey. È la sorella gemella di Patricia. Le ragazze sono fisicamente identiche, infatti quando Patricia deve portare la campana di OX, vera vuole coglierla con le mani nel sacco, ma prende Piper così i Sibuna sono salvi. Caratterialmente sono invece gli opposti, Piper è colta, intelligente, buona e gentile, mentre Patricia è svogliata, cattiva, dispotica e crudele. È un talento musicale e avrebbe dovuto andare a suonare a Milano, ma marina la gita per poter visitare la sorella. Entrambe sono invidiose l'una dell'altra, Piper perché Patricia ha sempre avuto tantissimi amici e Patricia perché Piper è sempre stata la ragazza colta. Piper scappa principalmente perché è demotivata. Viene utilizzata da Patricia per l'appuntamento con Eric Sweet in modo da non sembrare una stupida. Per sbaglio però viene baciata da Eddie, ma entrambi non hanno il coraggio di dirlo a Patricia. Se ne va dopo pochi episodi poiché grazie ad Alfie, di cui si innamora ricambiata, ritrova l'amore per la musica. Non torna mai più nella casa, ma nella terza stagione canta in videochat la ninna nanna. Il suo manufatto si trova nel padiglione estivo.

### Nuovo personale della casa e della scuola
- Vera Devenish, interpretata da Poppy Miller. È la domestica sostituta di Trudi ingaggiata da Rufus Zeno. Il suo sarà un doppio gioco, infatti farà finta di aiutare Victor per poi riferire tutto al capo. Con Victor intraprende una relazione amorosa che sembra a volte quasi ricambiare, che sarà interrotta bruscamente da lui quando saprà la verità. È una donna perfida, senza scrupoli e violenta e non le interessa la sorte dei ragazzi anche se sono in serio pericolo. La sua è solo una farsa, sembra buona e zuccherosa ma in realtà è una falsa che imbroglia in tutto, anche nelle gare di cucina. Mara, la Andrews e Trudi scopriranno le sue menzogne e il suo passato poco credibile ma l'amore di Victor gli impedirà di vedere ciò che realmente è e Vera riesce a sbarazzarsi delle tre. Non si sa che fine faccia dopo la fine della serie. Da un lato è anche lei una vittima, poiché lei non aspira alla ricchezza ultraterrena ma Rufus la costringe.
- Professoressa Zoe Valentine, interpretata da Sarah Paul. È la nuova insegnante di francese che sostituisce la professoressa Andrews nella seconda stagione. La signorina Valentine ha lavorato in precedenza per la scuola che frequenta Mick, il quale le ha raccontato varie cose sui residenti di casa Anubis. Lei ha accidentalmente letto il messaggio che Mick ha dato a lei per i suoi amici con "Non vedo l'ora di presentare la mia ragazza dall'Australia" invece di "Non vedo l'ora di introdurre la mia ragazza all'Australia.

### Altri personaggi
- Jasper Choudhary, interpretata da Sartaj Garewal. È il padrino di Fabian e lavora insieme allo zio Ade. Durante la prima stagione era in viaggio, mentre nella seconda è lo zio ad andare in viaggio e lo sostituisce nel negozio di antiquariato. È un alleato di Rufus e Vera, anche se in realtà non è cattivo bensì Rufus ha minacciato di fare del male a Fabian se non avesse voluto fare quello che gli diceva. Quando Rufus nei panni del collezionista suggerisce a Victor di aggiudicarsi la mostra, fa sì che Jasper diventi il curatore della mostra e che assuma Trudi in modo da far insediare Vera in casa. La raccomanda lui stesso ma tenta in ogni modo di nascondere la relazione che hanno, dicendo che gliel'ha consigliata un amico anche se Trudi diventerà sempre più sospettosa fin quando non la rapiscono e Jasper insieme a Jerome cerca di salvarla. Ruba per il collezionista la Gemma Frobisher, e poi anche la casa delle bambole che però viene distrutta, nonostante servisse come merce di scambio per Trudi. Decide di non sottostare più a Rufus e Vera.
- Evelyn Meridian Martin, interpretata da Gwyneth Powell. È la nonna di Nina Martin. Dalla morte dei genitori di Nina prende la sua custodia e quindi vivono insieme. Nella prima stagione si sente solo per telefono, mentre nella seconda viene a stare in casa Anubis per stare con la nipote, e anche perché l'Hotel che aveva prenotato si è allagato. Successivamente va a visitare Londra e lì si sente male. I medici non riescono a capire cosa abbia, ma Fabian riesce a scoprire che la Nonna è l'orologio del tempo, infatti tempo prima Senkhara l'ha marchiata. Precisamente si è sentita male poiché è passata per il meridiano fondamentale, a causa del suo nome Meridian. È l'orologio del tempo poiché dal meridiano fondamentale è stipulata la differenza delle ore tra un paese ed un altro.
- Senkhara, interpretata da Sophiya Haque. Senkhara è lo spirito di una tiranna egizia ed è colei che ha assassinato Tutankhamon. È una donna iraconda e abbastanza permalosa, dallo spirito dittatore che esige che chiunque faccia quello che lei dice. Era intrappolata nella Coppa di Ankh, e non poteva uscire finché non fosse stata ricomposta. Quando la Coppa si illumina Nina preme il tasto End e libera lo spirito. Ella vuole camminare nel campo di Giunchi, luogo nel quale non è potuta, o perché non degna, o perché intrappolata nella Coppa. Per arrivare nell'aldilà egizio, ha bisogno di un corpo, per questo gli egizi mummificavano le persone. Essendo la prescelta l'unica a poter indossare la maschera e l'unica in grado di trovarla, Senkhara sii rivolge a Nina, marchiandola sul braccio destro con il marchio di Anubi. Dimostra di avere grandi poteri sulle persone che ha marchiato. Successivamente marchia Fabian sul braccio destro, Amber sulla caviglia, Patricia sul polso e Alfie sul polpaccio. Ricorda sempre ai ragazzi che hanno un limite di tempo, ma loro non capiscono cosa realmente voglia dire, fino a quando non trovano il marchio di Anubi sul braccio della nonna di Nina, così nel caso la ricerca fallisse, la nonna morirebbe. Quando Nina reagisce e decide di andare contro Senkhara, che la punisce, e trasforma Alfie in un bambino, Fabian perde la memoria, Amber inizia ad invecchiare e Patricia diventa muta. L'unico modo di rompere il maleficio è scoprire la canzone di Athor, che lei odia perché parla di come ha ucciso Tutankhamon. Successivamente marchia Vera per non far sì che il "corvo" si avventi sulla preda. Nella biblioteca vi si trova la corona di Senkhara, ritrovata nella tomba di Tutankhamon. Ella risveglia anche l'Osiriano, che risulta essere Eddie. Quando egli mette il terzo occhio alla Maschera, Nina mette la maschera e Senkhara si impossessa del corpo di Nina e uccide Joy con un fulmine. Eddie la bandisce, facendola uscire dalla Maschera ma la sua essenza rimane nei paraggi. Quando Rufus toglie la Maschera a Nina per indossarla, Senkhara entra nella Maschera e insieme a Rufus scende nell'Inferno.
- Victor Rodenmaar Sr., interpretato da Francis Magee. È il padre di Victor che divenne il tutore di Sarah quando morirono i suoi genitori ed è il fondatore della Società, la setta che sarà poi composta dai figli di coloro che ne facevano parte inizialmente. Il suo scopo era costringere Sarah a dirgli dove si trovasse la Coppa di Ankh e per questo utilizzava suo figlio, insultandolo e umiliandolo obbligandolo a maltrattare Sarah che era la sua migliore amica. Egli riuscì a tradurre la formula per l'elisir per fare in modo che suo figlio e il resto della sua società potessero vivere per sempre. Tentò invano di trovare la maschera di Anubi, cadendo però nel tranello del gioco di Senet e rimanendo intrappolato lì sotto dove muore. Nina trova il suo fantasma che le spiega cosa sono la Prescelta e l'Osiriano. Victor capisce alla fine che forse aveva sbagliato lui e non suo figlio e per averlo trattato male vorrebbe chiedergli scusa. Come suo ultimo gesto regalerà a Nina il suo anello dicendo di darlo a Victor e di dirgli che gli dispiace. Nel finale di stagione Nina da l'anello a Victor nel quale trova l'ultima lacrima d'oro.
- John Clarke, interpretato da Philip Wright, è il padre di Jerome e Poppy. Era un residente di casa Anubis insieme ad Eric Sweet Quando viveva lì lo obbligarono a rubare la gemma dello Scudetto Frobisher. Ciò gli portò ben trent'anni di sfortuna, e dopo quell'avvenimento la sua vita andò a rotoli. Prese decisioni sbagliate che lo portarono a commettere un crimine. Nella stagione 2 vuole riallacciare il rapporto con i due figli e chiederà a Jerome di correggere alcuni suoi errori. Nel finale di stagione grazie a Poppy potrà uscire di prigione e riabbracciare i suoi figli.

## Introdotti nella terza stagione

### Nuovi alunni della casa e della scuola
- K.T. Rush (nome completo Kara Tatianna), interpretata da Alexandra Shipp, è una nuova studentessa della Casa di Anubis, che si unisce ai Sibuna quando suo nonno, prima di morire, le affida una misteriosa chiave a forma di luna che serve per proteggersi da Ammut. È la pronipote di Robert Frobisher-Smythe. Durante la stagione inizia a provare qualcosa verso Eddie che va oltre l'amicizia, ma decide di rimanergli amica per rispetto verso l'amicizia di Patricia che è ancora innamorata di Eddie, quindi decide di aiutarla per scoprire se Eddie prova ancora qualcosa verso Patricia.
- Willow Jenks, interpretata da Louisa Connolly-Burnham, è una ragazza ingenua e molto simpatica; amante degli animali e della natura che vuole entrare a tutti i costi alla Casa di Anubis per stare accanto ad Amber, il suo idolo (alla fine, grazie a Joy ci riesce). È innamorata di Jerome, col quale avrà una breve relazione ma dopo che Mara scopre che Jerome oltre a stare con lei, ha una relazione con Willow, le due decidono di vendicarsi, aiutate da Joy; più avanti nella storia si fidanzerà con Alfie. Il bisnonno di Willow e quello di Joy sono fratelli, quindi lei e Joy sono cugine di terzo grado.
- Benji Reed, interpretato da Freddie Boath, è l'acerrimo rivale di Eddie, che rimane per pochi giorni nella Casa di Anubis solo per svolgere uno scambio sportivo.

### Nuovo personale della scuola
- Caroline Denby, interpretata da Susy Kane. La signorina Denby ha rubato l'identita di sua sorella per poter risvegliare Robert come custode.

### Altri personaggi
- Harriet Denby, interpretata da Bryony Afferson. La sorella della signorina Denby e il vero custode che viene rinchiusa in una clinica psichiatrica da sua sorella Caroline che le ruba l'identità.
- Robert Frobisher Smythe, interpretato da John Sackville. È il padre di Sara e faceva l'egittologo. Nella terza stagione viene risvegliato da Caroline Demby, il preside e Victor (rispettivamente il custode, il cercatore e il facilitatore) ma diventerà cattivo e cercherà di liberare la dea Ammut. Alla fine della terza stagione andrà in Egitto con Harriet Demby, uscita dal manicomio.
- Ammut, interpretata da Felicity Gilbert. Ammut era una dea femminile degli Inferi dell'antica religione egizia. Aveva un corpo che era parte del leone, ippopotamo e dei tre più grandi animali "mangia-uomini". Una divinità funeraria, i suoi titoli includeva "Divoratore di Morti", "Mangiatore di Cuori", e "Grande della Morte". Si diceva essere la partner di Osiride o anche potente come Osiride stesso. Robert Frobisher-Smythe, divenuto malvagio, tenta di trovare i cinque peccatori, da inserire nei sarcofagi magici per dare potere ad Ammut per far sì che possa camminare tra i viventi e quando la pioggia inizierà diventeranno tutti peccatori. Quando Eddie e K.T. attivano il bastone di Osiride si apre il portale per far arrivare Ammut, che non ha abbastanza potere per poter uscire dalla casa, così dona a Robert il potere dei sarcofagi e recluta nuovi peccatori. Quando sembra che stia per iniziare la pioggia K.T. ed Eddie uniscono le due chiavi e le inseriscono nella base del bastone così da mandare via per sempre Ammut. Prima di andarsene prende con sé Caroline, di cui non si conosce il destino.

## Introdotti nel film
- Sophia Danae, interpretata da Claudia Jessie, è una ragazza che finge di voler aiutare i Sibuna nell'intento di ritrovare i pezzi della Pietra di Ra e unirli.
- Dexter Lloyd, interpretato da Jake Davis, è un ragazzo sbadato e pasticcione che si rivela in seguito utile ai Sibuna
- Erin Blakewood, interpretata da Kae Alexander, è una ragazza cinese molto studiosa e precisa, ricorda un po' Mara Jeffrey.
- Cassie Tate, interpretata da Roxy Fitzgerald,  è una ragazza ambiziosa ed eccentrica, ricorda un po' la giovane Amber Millington.

## Ruoli dei personaggi
| Nome                | Stagioni         |
| Cast dei Sibuna     | Cast dei Sibuna  |
| ------------------- | ---------------- |
| Nina Martin         | 1-2              |
| Fabian Rutter       | 1-3              |
| KT Rush             | 3                |
| Eddie Miller        | 2-3              |
| Patricia Williansom | 1-3              |
| Alfie Lewis         | 1-3              |
| Amber Millington    | 1-2-ricorrente 3 |
| Altri studenti      |                  |
| Joy Mercer          | 2-3              |
| Jerome Clarke       | 1-3              |
| Willow              | 3                |
| Poppy Clarke        | 2                |
| Mara Jaffrey        | 1-3              |
| Mick                | 1-2              |
| Professori          |                  |
| Andrews             | 1-2              |
| Winkler             | 1                |
| Caroline Demby      | 3                |
| prof. Sweet         | 1-3              |
| Altri personaggi    |                  |
| Victor              | 1-3              |
| Trudy               | 1-3              |
| mrs. Lewis          | 1                |
| mr. Lewis           | 1                |
| mr. Mercer          | 1                |
| Dott.ssa            | 1                |
| Carabiniere         | 1                |
| Harriet Demby       | 3                |
| Vera                | 2                |
| Rufuz Zeno          | 1-2              |